# Nicholas Polunin
Pour les articles homonymes, voir Polunin.
Nicholas Polunin (26 juin 1909-8 décembre 1997) est un botaniste, bryologiste et écologiste anglais. Il est le frère aîné d'Oleg Polunin (1914-1985), botaniste aussi, et d'Ivan Polunin (1920-2010), photographe et ethnologue.
Il est le fils du peintre et designer Vladimir Polunin et du sculpteur Elizabeth Violet Hart, immortalisée par Pierre Roché dans son roman Les Deux Anglaises et le continent.

## Publications
- Circumpolar Arctic flora, Oxford, Clarendon, 1959
- Introduction to Plant Geography and some related sciences, London, Longmans, 1960 (traduction en français : Eléments de Géographie Botanique, Paris, Gauthier-Villars, 1967)

Nicholas Polunin est aussi l'éditeur de deux importantes collections de monographies spécialisées : World Crops Books et Plant Science Monographs.

## Source
- Missouri Bryological list. Taxon, 48(4): 787 (1999).